# Новофёдоровский сельский совет (Голопристанский район)
Новофёдоровский сельский совет (укр. Новофедорівська сільська рада) — входит в состав
Голопристаньского района
Херсонской области
Украины.
Административный центр сельского совета находится в 
с. Новофёдоровка
.

## Населённые пункты совета
- с. Новофёдоровка
- с. Зализный Порт